# Swertia verticillifolia
Swertia verticillifolia är en gentianaväxtart som beskrevs av T.N.Ho och S.W. Liu. Swertia verticillifolia ingår i släktet Swertia och familjen gentianaväxter. Inga underarter finns listade i Catalogue of Life.